# الحرورة (إب)

تعديل مصدري - تعديل

الحرورة محلة تابعة لقرية دار الشرف، التابعة لعزلة ريمان بمديرية إب إحدى مديريات محافظة إب في الجمهورية اليمنية.، بلغ تعداد سكانها 82 حسب تعداد اليمن لعام 2004.